# Groupe socialiste (Sénat)
Pour les articles homonymes, voir Groupe socialiste.
Le groupe socialiste (SOC) au Sénat français, dénommé actuellement groupe socialiste, écologiste et républicain (SER), est un groupe parlementaire français qui regroupe 65 personnalités (dont une apparentée) de gauche et de centre gauche, principalement issues du Parti socialiste (PS).
Le groupe est présidé par Patrick Kanner, sénateur du Nord, depuis 2018. Il est actuellement le principal groupe d'opposition face au groupe Les Républicains.
Le groupe socialiste atteint son apogée après les élections sénatoriales de 2011, lorsqu'il regroupe 141 sénateurs, avant de continuellement décliner en nombre depuis.

## Historique

### Création
Le premier groupe parlementaire de socialistes au Sénat de la Troisième République se constitue à la suite des élections sénatoriales de 1927 avec un total de 14 membres, faisant suite à l'élection de 2 socialistes lors du renouvellement de 1921 et du renouvellement de 1924 qui avait porté le total à 6 sénateurs.
Sous la Quatrième République, un groupe socialiste se forme au Conseil de la République, avec 64 sièges à l'issue des élections sénatoriales du 8 décembre 1946.
Le groupe est fondé sous la Cinquième République après les élections sénatoriales de 1959.

## Effectifs et dénominations depuis 1927
| Année           | Nom                                                | Membres | Apparentés | Nombre de sénateurs | Évolution     | %     | Rang |
| --------------- | -------------------------------------------------- | ------- | ---------- | ------------------- | ------------- | ----- | ---- |
| IIIe République |                                                    |         |            |                     |               |       |      |
| 1927            | Groupe socialiste (SFIO)                           | —       | —          | 14 / 314            | 14            | 4,46  | 5e   |
| 1929            | Groupe socialiste (SFIO)                           | —       | —          | 15 / 314            | 1             | 4,78  | 5e   |
| 1932            | Groupe socialiste (SFIO)                           | —       | —          | 17 / 314            | 2             | 5,41  | 4e   |
| 1935            | Groupe socialiste (SFIO)                           | —       | —          | 19 / 314            | 2             | 6,05  | 4e   |
| 1938            | Groupe socialiste (SFIO)                           | —       | —          | 15 / 314            | 4             | 4,78  | 6e   |
| IVe République  |                                                    |         |            |                     |               |       |      |
| 1946            | Groupe socialiste (SFIO)                           | —       | —          | 64 / 314            | 49            | 20,38 | 3e   |
| 1948            | Groupe socialiste (SFIO)                           | 59      | 3          | 62 / 301            | 3             | 20,60 | 2e   |
| 1952            | Groupe socialiste (SFIO)                           | 54      | 2          | 56 / 316            | 6             | 17,72 | 2e   |
| 1955            | Groupe socialiste (SFIO)                           | 53      | 3          | 56 / 314            | en stagnation | 17,83 | 3e   |
| 1958            | Groupe socialiste (SFIO)                           | —       | —          | 60 / 320            | 4             | 18,75 | 3e   |
| Ve République   |                                                    |         |            |                     |               |       |      |
| 1959            | Groupe socialiste (SOC)                            | —       | —          | 61 / 309            | 1             | 19,74 | 3e   |
| 1962            | Groupe socialiste (SOC)                            | —       | —          | 52 / 309            | 9             | 16,83 | 2e   |
| 1965            | Groupe socialiste (SOC)                            | —       | —          | 52 / 309            | 0             | 16,83 | 2e   |
| 1968            | Groupe socialiste (SOC)                            | —       | —          | 52 / 309            | 0             | 16,83 | 2e   |
| 1971            | Groupe socialiste (SOC)                            | —       | —          | 49 / 309            | 3             | 15,86 | 2e   |
| 1974            | Groupe socialiste (SOC)                            | —       | —          | 51 / 309            | 2             | 16,50 | 3e   |
| 1977            | Groupe socialiste (SOC)                            | —       | —          | 62 / 295            | 11            | 21,02 | 1er  |
| 1980            | Groupe socialiste (SOC)                            | —       | —          | 69 / 304            | 7             | 22,70 | 1er  |
| 1983            | Groupe socialiste (SOC)                            | —       | —          | 70 / 317            | 1             | 22,08 | 2e   |
| 1986            | Groupe socialiste (SOC)                            | —       | —          | 64 / 319            | 6             | 20,06 | 3e   |
| 1989            | Groupe socialiste (SOC)                            | —       | —          | 66 / 321            | 2             | 20,56 | 3e   |
| 1992            | Groupe socialiste (SOC)                            | —       | —          | 70 / 321            | 4             | 21,81 | 2e   |
| 1995            | Groupe socialiste (SOC)                            | —       | —          | 75 / 321            | 5             | 23,36 | 2e   |
| 1998            | Groupe socialiste (SOC)                            | 75      | 3          | 78 / 321            | 3             | 24,30 | 2e   |
| 2001            | Groupe socialiste (SOC)                            | 80      | 3          | 83 / 322            | 5             | 25,78 | 2e   |
| 2004            | Groupe socialiste (SOC)                            | 90      | 7          | 97 / 331            | 14            | 29,31 | 2e   |
| 2008            | Groupe socialiste (SOC)                            | 103     | 13         | 116 / 348           | 19            | 33,33 | 2e   |
| 2011            | Groupe socialiste (SOC)                            | 127     | 22         | 141 / 348           | 25            | 40,52 | 1er  |
| 2014            | Groupe socialiste (SOC)                            | —       | —          | 112 / 348           | 29            | 32,18 | 2e   |
| 2015            | Groupe socialiste et républicain (SOCR)            | —       | —          | 112 / 348           | 29            | 32,18 | 2e   |
| 2017            | Groupe socialiste et républicain (SOCR)            | —       | —          | 78 / 348            | 34            | 22,41 | 2e   |
| 2020            | Groupe socialiste, écologiste et républicain (SER) | —       | —          | 65 / 348            | 13            | 18,68 | 2e   |
| 2023            | Groupe socialiste, écologiste et républicain (SER) | —       | —          | 64 / 348            | 1             | 18,39 | 2e   |

Entre 2011 et 2012, année de la constitution d'un groupe écologiste, les sénateurs Europe Écologie Les Verts sont membres du groupe renommé pour l'occasion SOC-EELVr, et ils se rattachent (ce qui donne SOC-EELVr-R). Il qui est présidé par Jean-Vincent Placé.
Un groupe La République en marche est formé en 2017 à l'initiative de François Patriat, qui emmène avec lui 23 sénateurs socialistes.

## Organisation

### Présidents
| Portrait | Nom               | Dates du mandat   | Dates du mandat   | Notes |
| -------- | ----------------- | ----------------- | ----------------- | --- |
|          | Antoine Courrière | 26 avril 1959     | 20 septembre 1974 | Sénateur de l'Aude, il est président du groupe socialiste au Sénat de la création de celui-ci en 1959 jusqu'à sa mort en 1974.                                                                                                   |
|          | Marcel Champeix   | 20 septembre 1974 | 1er octobre 1980  | Sénateur de la Corrèze, il devient président en 1974 et quitte cette fonction en 1980 lorsqu'il n'est pas réélu pour un nouveau mandat.                                                                                          |
|          | André Méric       | 6 octobre 1980    | 5 juillet 1988    | Sénateur de la Haute-Garonne, il devient président en 1980. Il quitte cette fonction en 1988 lorsqu'il est nommé Secrétaire d'État chargé des Anciens combattants et des Victimes de guerres au sein du gouvernement Rocard.     |
|          | Claude Estier     | 29 juillet 1988   | 30 septembre 2004 | Sénateur de Paris, il devient président en 1988, il occupe cette fonction jusqu'à sa retraite en 2004. |
|          | Jean-Pierre Bel   | 5 octobre 2004    | 30 septembre 2011 | Sénateur de l'Ariège, il devient président en 2004. Il quitte cette fonction en 2011 lorsqu'il est élu Président du Sénat. |
|          | François Rebsamen | 1er octobre 2011  | 15 avril 2014     | Sénateur de Côte-d'Or, il devient président en 2011. Il quitte cette fonction en 2014 lorsqu'il est nommé Ministre du Travail, de l'Emploi, de la Formation professionnelle et du Dialogue social au sein du gouvernement Valls. |
|          | Didier Guillaume  | 15 avril 2014     | 22 janvier 2018   | Sénateur de la Drôme, il devient président en 2014 et quitte cette fonction en 2018 alors qu'il se retire de ses différents mandats.                                                                                             |
|          | Patrick Kanner    | 23 janvier 2018   | En fonction       | Sénateur du Nord, il est élu président en 2018 puis réélu en 2020 et 2023. |

### Secrétaires généraux
- 2004-2009 : Bernard Rullier
- 2009-2011 : Nicolas Bouillant
- 2011-2014 : Fabienne Costa
- 2014-2018 : Béatrice Frecenon
- 2018 - 2024 : Éric Perraudeau
- Depuis 2024 : Benjamin Giovannangeli

## Composition

### Bureau
- Président : Patrick Kanner (Nord)

Ancien logo

Composition du bureau entre 2020 et 2023 :
- Président : Patrick Kanner (Nord)

- Présidents délégués et porte-paroles : 
  - Laurence Rossignol (Val-de-Marne)
  - Laurence Harribey (Gironde)
  - Eric Kerrouche (Landes)
  - Rachid Temal (Val-d'Oise)

- Secrétaire : Marion Canalès (Puy-de-Dôme)

- Trésorier : Corinne Féret (Calvados)

- Vice-président : 
  - Hervé Gillé (Gironde)

### Sénateurs 2023-2026
À la suite du renouvellement de 2023, le groupe est composé de 64 sénateurs. Depuis janvier 2025, le groupe compte 65 membres suite à l'affiliation de Saïd Omar Oili.
| Département                      | Nom                        | Parti | Parti          | Remarques                                              |
| -------------------------------- | -------------------------- | ----- | -------------- | ------------------------------------------------------ |
| Ain                              | Florence Blatrix-Contat    |       | PS             |                                                        |
| Ariège                           | Jean-Jacques Michau        |       | PS             |                                                        |
| Aude                             | Gisèle Jourda              |       | PS             |                                                        |
| Aude                             | Sébastien Pla              |       | PS             |                                                        |
| Bouches-du-Rhône                 | Marie-Arlette Carlotti     |       | PS             | Questeure du Sénat                                     |
| Calvados                         | Corinne Féret              |       | La Convention  |                                                        |
| Charente                         | Nicole Bonnefoy            |       | PS             | Secrétaire du Sénat                                    |
| Charente-Maritime                | Mickaël Vallet             |       | PS             | Secrétaire du Sénat                                    |
| Côtes-d'Armor                    | Annie Le Houérou           |       | PS             |                                                        |
| Creuse                           | Jean-Jacques Lozach        |       | PS             |                                                        |
| Creuse                           | Éric Jeansannetas          |       | PS             |                                                        |
| Dordogne                         | Serge Mérillou             |       | PS             |                                                        |
| Drôme                            | Marie-Pierre Monier        |       | PS             |                                                        |
| Finistère                        | Jean-Luc Fichet            |       | PS             |                                                        |
| Gard                             | Denis Bouad                |       | PS             |                                                        |
| Haute-Garonne                    | Claude Raynal              |       | PS             | Président de la commission des Finances                |
| Haute-Garonne                    | Émilienne Poumirol         |       | PS             |                                                        |
| Gers                             | Franck Montaugé            |       | PS             |                                                        |
| Gironde                          | Laurence Harribey          |       | PS             |                                                        |
| Gironde                          | Hervé Gillé                |       | PS             |                                                        |
| Hérault                          | Hussein Bourgi             |       | PS             |                                                        |
| Ille-et-Vilaine                  | Sylvie Robert              |       | PS             | Vice-présidente du Sénat                               |
| Indre-et-Loire                   | Pierre-Alain Roiron        |       | PS             |                                                        |
| Landes                           | Éric Kerrouche             |       | PS             |                                                        |
| Landes                           | Monique Lubin              |       | PS             |                                                        |
| Loire                            | Jean-Claude Tissot         |       | PS             |                                                        |
| Loire-Atlantique                 | Karine Daniel              |       | PS             |                                                        |
| Loiret                           | Christophe Chaillou        |       | PS             |                                                        |
| Lot                              | Jean-Marc Vayssouze-Faure  |       | PS             |                                                        |
| Manche                           | Sébastien Fagnen           |       | PS             |                                                        |
| Mayotte                          | Saïd Omar Soili            |       | NEMA           | Rejoint le groupe en janvier 2025. Apparenté au groupe |
| Meurthe-et-Moselle               | Olivier Jacquin            |       | PS             |                                                        |
| Morbihan                         | Simon Uzenat               |       | PS             |                                                        |
| Moselle                          | Michaël Weber              |       | PS             |                                                        |
| Nièvre                           | Patrice Joly               |       | PS             |                                                        |
| Nord                             | Patrick Kanner             |       | PS             | Président du groupe                                    |
| Nord                             | Audrey Linkenheld          |       | PS             |                                                        |
| Oise                             | Alexandre Ouizille         |       | PS             |                                                        |
| Pas-de-Calais                    | Jérôme Darras              |       | PS             |                                                        |
| Puy-de-Dôme                      | Marion Canalès             |       | PS             |                                                        |
| Pyrénées-Atlantiques             | Frédérique Espagnac        |       | PS             |                                                        |
| Hautes-Pyrénées                  | Viviane Artigalas          |       | PS             |                                                        |
| Rhône                            | Gilbert-Luc Devinaz        |       | PS             |                                                        |
| Saône-et-Loire                   | Jérôme Durain              |       | PS             |                                                        |
| Sarthe                           | Thierry Cozic              |       | PS             |                                                        |
| Paris                            | Rémi Féraud                |       | PS             |                                                        |
| Paris                            | Marie-Pierre de La Gontrie |       | PS             |                                                        |
| Paris                            | Colombe Brossel            |       | PS             |                                                        |
| Paris                            | Bernard Jomier             |       | Place Publique |                                                        |
| Seine-Maritime                   | Didier Marie               |       | PS             |                                                        |
| Seine-et-Marne                   | Vincent Éblé               |       | PS             |                                                        |
| Somme                            | Rémi Cardon                |       | PS             |                                                        |
| Vaucluse                         | Lucien Stanzione           |       | PS             |                                                        |
| Haute-Vienne                     | Christian Redon-Sarrazy    |       | PS             |                                                        |
| Haute-Vienne                     | Isabelle Briquet           |       | PS             |                                                        |
| Essonne                          | David Ros                  |       | PS             |                                                        |
| Seine-Saint-Denis                | Corinne Narassiguin        |       | PS             |                                                        |
| Seine-Saint-Denis                | Adel Ziane                 |       | PS             |                                                        |
| Val-de-Marne                     | Laurence Rossignol         |       | PS             |                                                        |
| Val-d'Oise                       | Rachid Temal               |       | PS             |                                                        |
| Guadeloupe                       | Victorin Lurel             |       | PS             |                                                        |
| Martinique                       | Catherine Conconne         |       | LME            | Secrétaire du Sénat                                    |
| La Réunion                       | Audrey Bélim               |       | PS             |                                                        |
| Français de l'étranger (série 1) | Hélène Conway-Mouret       |       | PS             |                                                        |
| Français de l'étranger (série 2) | Yan Chantrel               |       | PS             |                                                        |

### Composition du groupe entre 2020 et 2023
À la suite du renouvellement de 2020, le groupe est alors composé de 65 sénateurs (64 membres et 1 apparenté). Michel Dagbert quitte le groupe le 30 novembre 2021.
| Département                      | Nom                        | Parti | Parti         | Remarques                               |
| -------------------------------- | -------------------------- | ----- | ------------- | --------------------------------------- |
| Ain                              | Florence Blatrix-Contat    |       | PS            |                                         |
| Ariège                           | Jean-Jacques Michau        |       | PS            |                                         |
| Aude                             | Gisèle Jourda              |       | PS            |                                         |
| Aude                             | Sébastien Pla              |       | PS            |                                         |
| Bouches-du-Rhône                 | Marie-Arlette Carlotti     |       | PS            |                                         |
| Calvados                         | Corinne Féret              |       | La Convention |                                         |
| Charente                         | Nicole Bonnefoy            |       | PS            |                                         |
| Charente-Maritime                | Mickaël Vallet             |       | PS            |                                         |
| Côtes-d'Armor                    | Annie Le Houérou           |       | PS            |                                         |
| Creuse                           | Jean-Jacques Lozach        |       | PS            |                                         |
| Creuse                           | Éric Jeansannetas          |       | PS            |                                         |
| Dordogne                         | Serge Mérillou             |       | PS            |                                         |
| Drôme                            | Marie-Pierre Monier        |       | PS            |                                         |
| Finistère                        | Jean-Luc Fichet            |       | PS            |                                         |
| Gard                             | Denis Bouad                |       | PS            |                                         |
| Haute-Garonne                    | Claude Raynal              |       | PS            | Président de la commission des Finances |
| Haute-Garonne                    | Émilienne Poumirol         |       | PS            |                                         |
| Gers                             | Franck Montaugé            |       | PS            |                                         |
| Gironde                          | Laurence Harribey          |       | PS            |                                         |
| Gironde                          | Hervé Gillé                |       | PS            |                                         |
| Hérault                          | Hussein Bourgi             |       | PS            |                                         |
| Ille-et-Vilaine                  | Sylvie Robert              |       | PS            |                                         |
| Isère                            | André Vallini              |       | PS            |                                         |
| Landes                           | Éric Kerrouche             |       | PS            |                                         |
| Landes                           | Monique Lubin              |       | PS            |                                         |
| Loire                            | Jean-Claude Tissot         |       | PS            | Secrétaire du Sénat                     |
| Loire-Atlantique                 | Yannick Vaugrenard         |       | PS            |                                         |
| Loire-Atlantique                 | Michelle Meunier           |       | PS            |                                         |
| Loiret                           | Jean-Pierre Sueur          |       | PS            | Questeur du Sénat                       |
| Lot                              | Angèle Préville            |       | PS            |                                         |
| Maine-et-Loire                   | Joël Bigot                 |       | PS            |                                         |
| Manche                           | Jean-Michel Houllegatte    |       | DVG           |                                         |
| Meurthe-et-Moselle               | Olivier Jacquin            |       | PS            |                                         |
| Moselle                          | Jean-Marc Todeschini       |       | PS            |                                         |
| Nièvre                           | Patrice Joly               |       | PS            |                                         |
| Nord                             | Patrick Kanner             |       | PS            | Président du groupe                     |
| Nord                             | Martine Filleul            |       | PS            | Secrétaire du Sénat                     |
| Oise                             | Laurence Rossignol         |       | PS            | Vice-présidente du Sénat                |
| Paris                            | David Assouline            |       | PS            |                                         |
| Paris                            | Marie-Pierre de La Gontrie |       | PS            |                                         |
| Paris                            | Rémi Féraud                |       | PS            |                                         |
| Paris                            | Bernard Jomier             |       | DVG           |                                         |
| Pas-de-Calais                    | Sabine Van Heghe           |       | MDC           |                                         |
| Puy-de-Dôme                      | Jacques-Bernard Magner     |       | PS            |                                         |
| Pyrénées-Atlantiques             | Frédérique Espagnac        |       | PS            |                                         |
| Hautes-Pyrénées                  | Viviane Artigalas          |       | PS            |                                         |
| Rhône                            | Gilbert-Luc Devinaz        |       | PS            |                                         |
| Saône-et-Loire                   | Jérôme Durain              |       | PS            |                                         |
| Sarthe                           | Thierry Cozic              |       | PS            |                                         |
| Seine-Maritime                   | Didier Marie               |       | PS            |                                         |
| Seine-et-Marne                   | Vincent Éblé               |       | PS            |                                         |
| Somme                            | Rémi Cardon                |       | PS            |                                         |
| Vaucluse                         | Lucien Stanzione           |       | PS            |                                         |
| Haute-Vienne                     | Christian Redon-Sarrazy    |       | PS            |                                         |
| Haute-Vienne                     | Isabelle Briquet           |       | PS            |                                         |
| Seine-Saint-Denis                | Gilbert Roger              |       | PS            |                                         |
| Val-d'Oise                       | Rachid Temal               |       | PS            |                                         |
| Guadeloupe                       | Victorin Lurel             |       | PS            |                                         |
| Guadeloupe                       | Victoire Jasmin            |       | PS            | Secrétaire du Sénat                     |
| Martinique                       | Maurice Antiste            |       | MPF           |                                         |
| Martinique                       | Catherine Conconne         |       | DVG           |                                         |
| Français de l'étranger (série 1) | Jean-Yves Leconte          |       | PS            |                                         |
| Français de l'étranger (série 1) | Hélène Conway-Mouret       |       | PS            |                                         |
| Français de l'étranger (série 2) | Yan Chantrel               |       | PS            |                                         |